# Praden
Praden (rätoromanisch Pradaⓘ) ist eine in der Bündner Gemeinde Chur liegende Ortschaft. Bis zum 31. Dezember 2008 bildete sie eine eigenständige politische Gemeinde, von 2009 bis 2024 gehörte sie zur Gemeinde Tschiertschen-Praden.

## Geographie

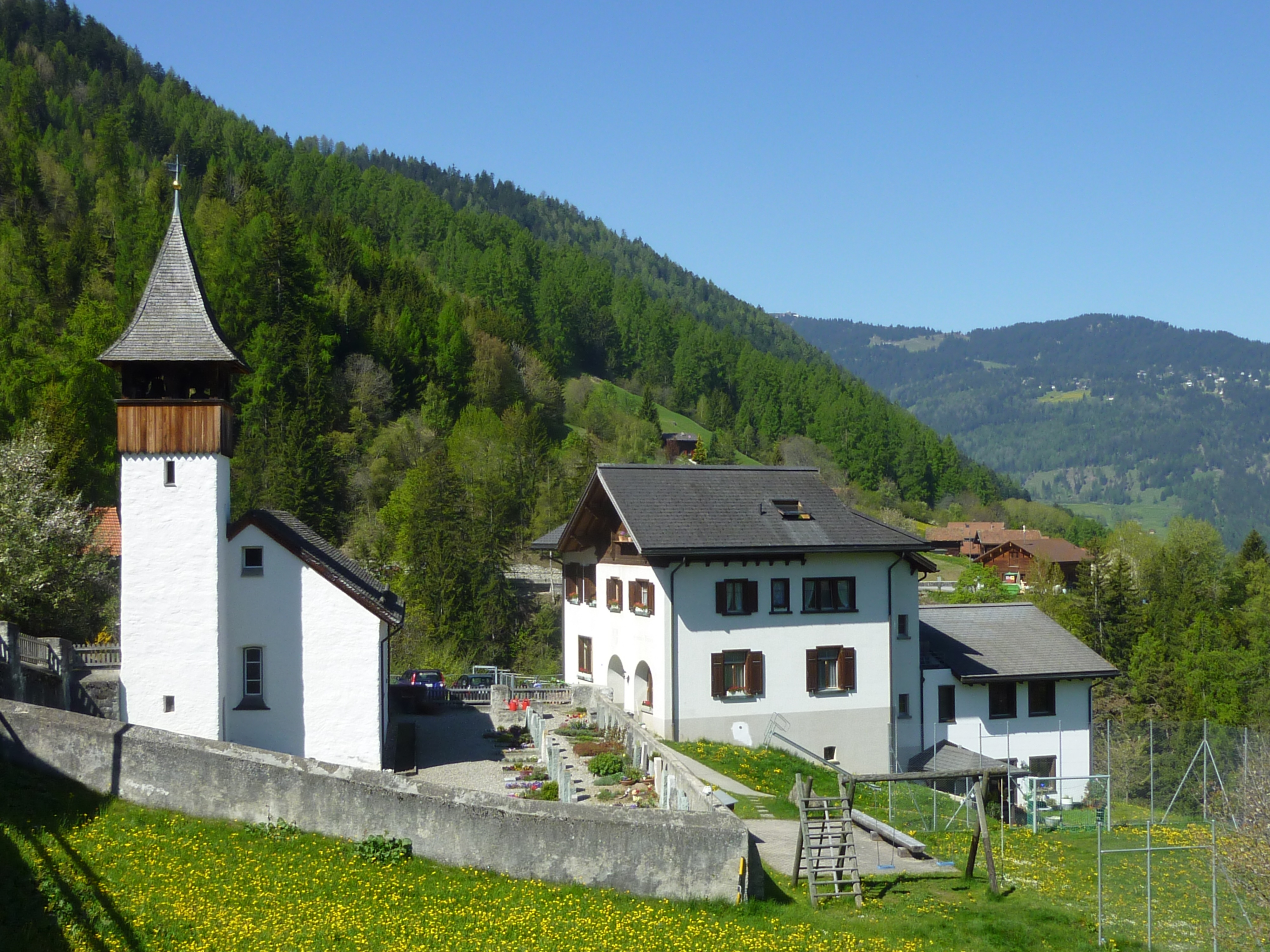
Reformierte Kirche Praden und daneben das alte Schulhaus

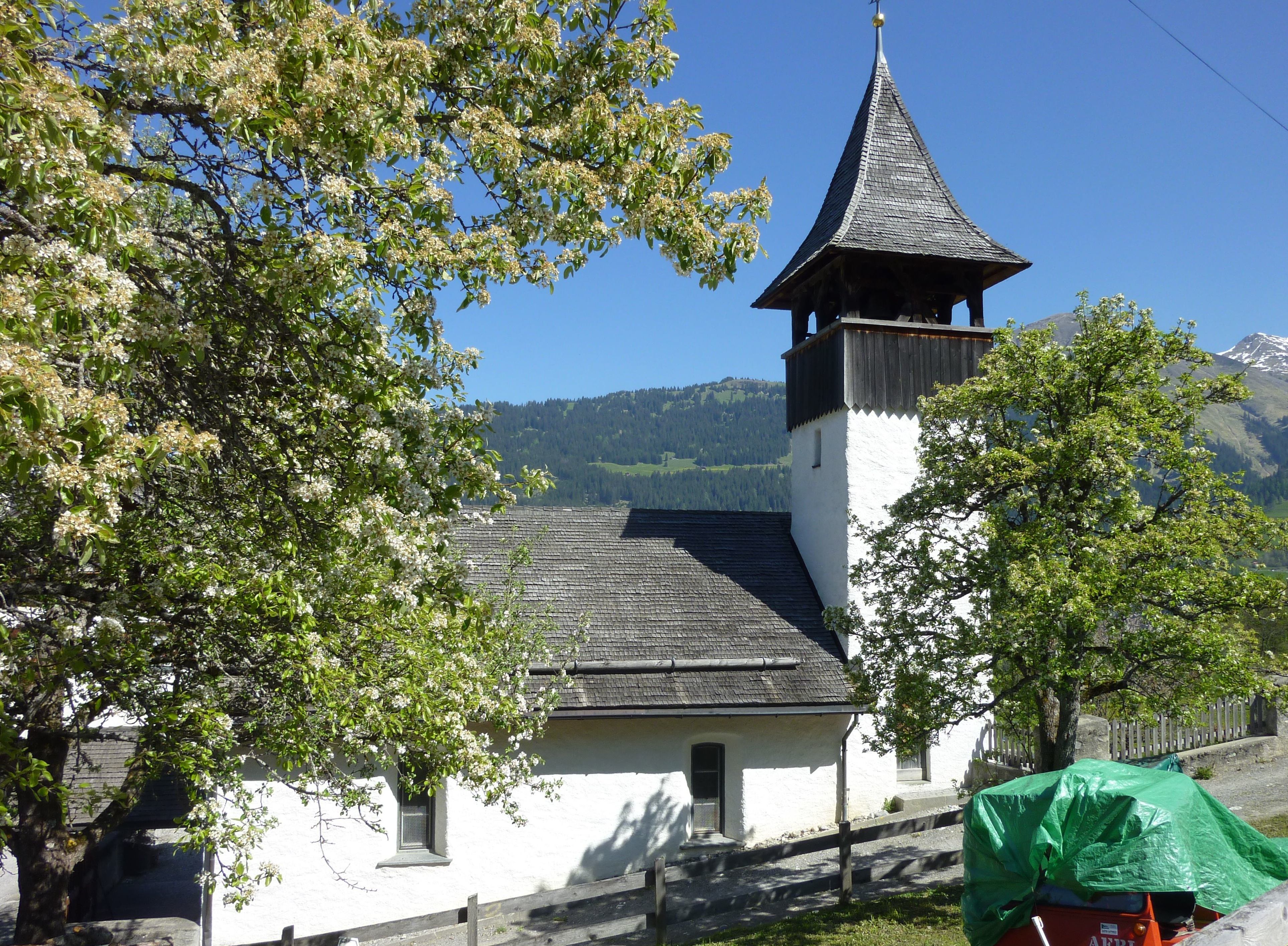
Praden, Blick nach Norden

Die ehemalige Gemeinde liegt fünf Kilometer (Luftlinie) südöstlich von Chur auf der linken Talseite des Schanfiggs. Das Territorium erstreckte sich südlich der tief eingeschnittenen Plessur (rund 700 m), die auf vier Kilometer Länge zwischen den Mündungen von Pajüeltobel und Steinbachtobel die Gemeindegrenze bildet, am Nordhang des Gürgaletsch. Zwischen dessen Gipfel und dem Joch, das als Saumweg ins Churwaldnertal hinüber führt, wurde der mit 2075 m höchste Punkt erreicht. Das Dorf Praden, etwa 400 m über dem Flusslauf am Hang gelegen, besteht aus dem westlichen Teil Ausserpraden (1135 m ü. M.) und dem östlichen Teil Innerpraden (1161 m), die durch das Sagentobel getrennt sind.
Vom gesamten ehemaligen Gemeindegebiet von 642 Hektar sind 436 Hektar von Wald und Gehölz bedeckt. Immerhin 168 Hektar können landwirtschaftlich genutzt werden (vorwiegend Maiensässe). Nebst 31 Hektar unproduktiver Fläche – meist Gebirge – gibt es noch sieben Hektar Siedlungsfläche.
Nachbargemeinden vor der Gemeindefusion waren Churwalden, Maladers, Calfreisen, Castiel, Lüen und Tschiertschen.

## Geschichte

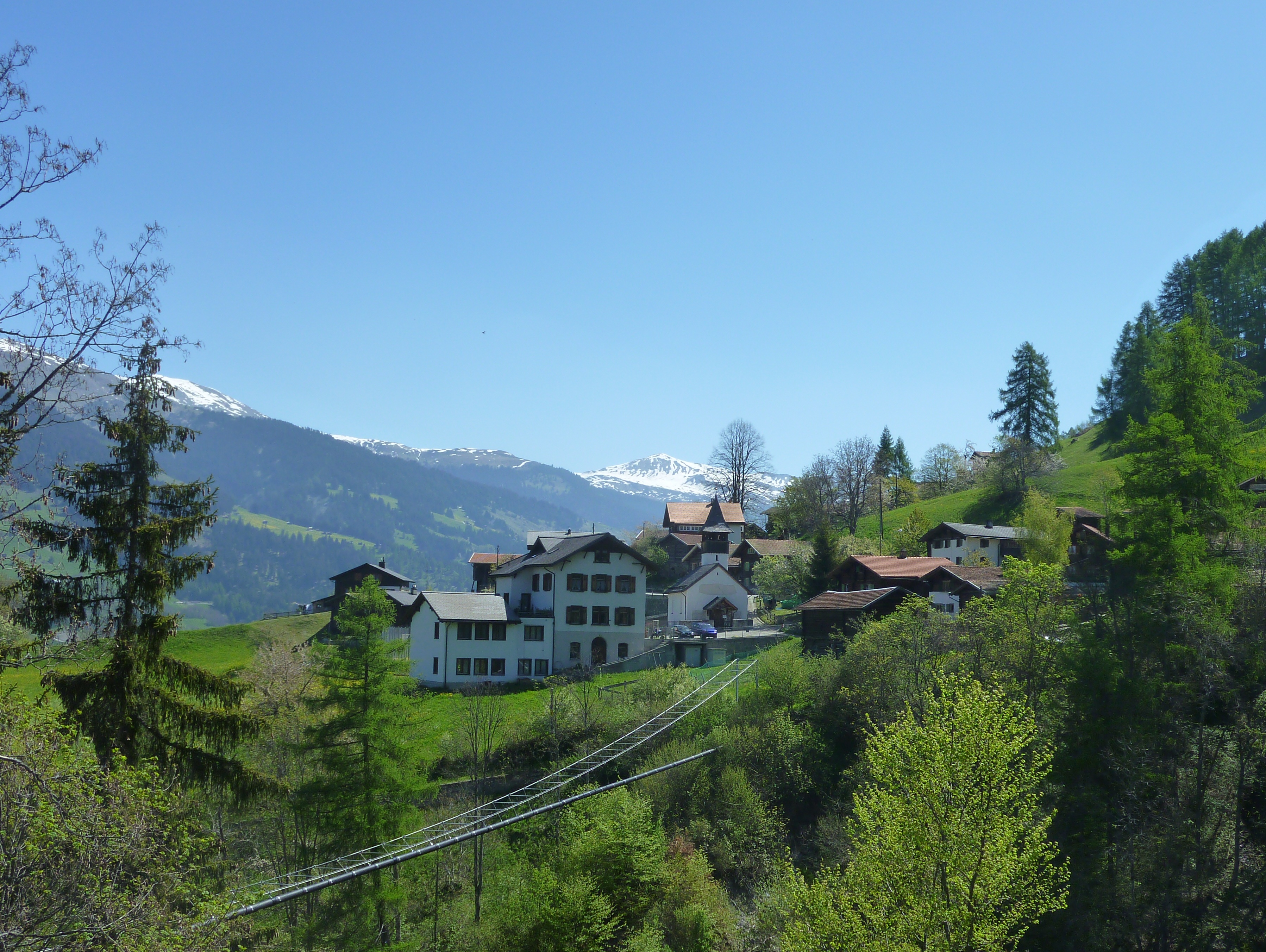
Ansicht von Norden

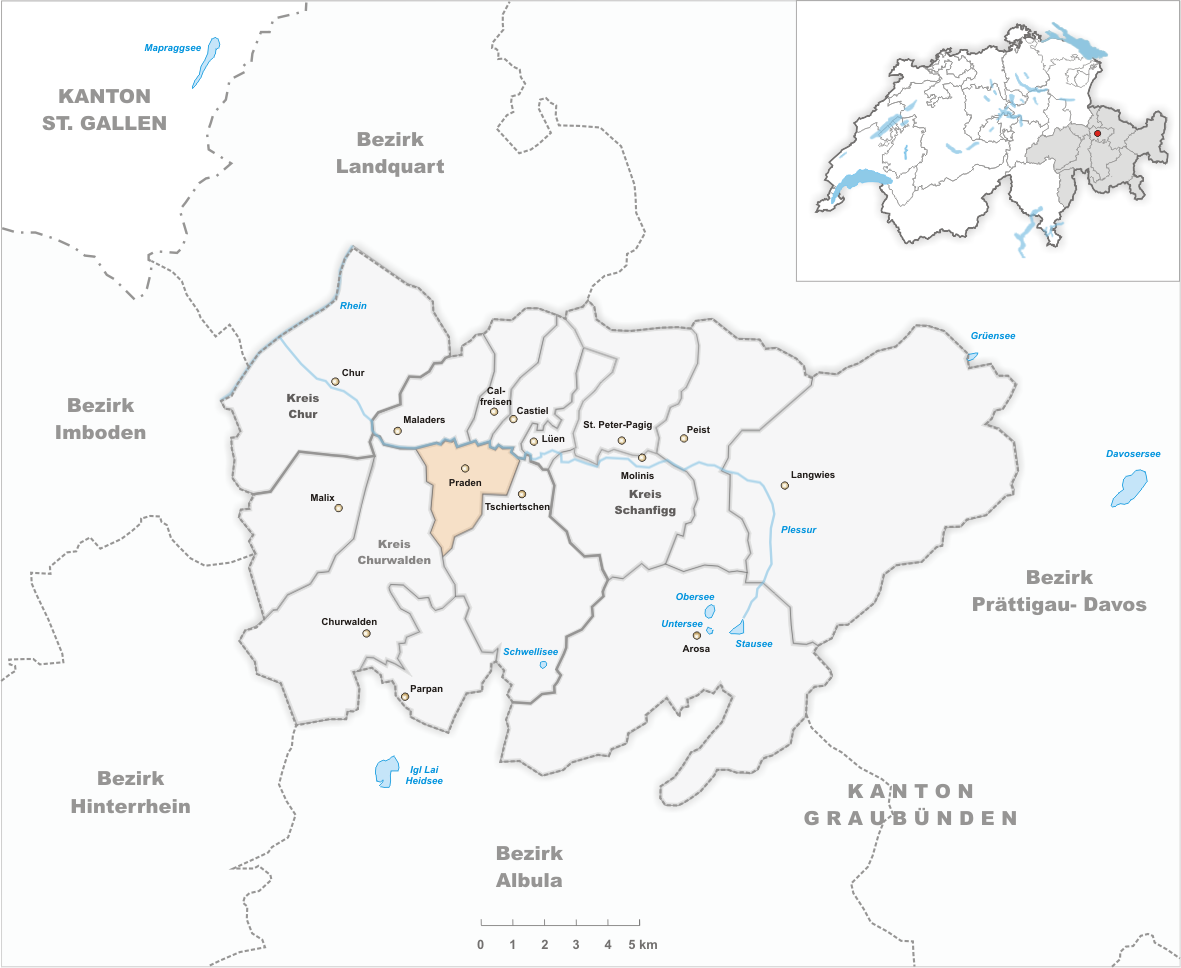
Gemeindestand vor der Fusion am 1. Januar 2009

Die Siedlung findet sich in deutscher Sprache 1488 als Praden erwähnt, früher (und heute noch) rätoromanisch Prada (von lateinisch pratum «Wiese»). Um 1300 siedelten sich deutschsprachige Walser von Langwies dauerhaft auf der von Romanen gerodeten Waldlichtung an. Praden war im Mittelalter Erblehen des Churer Klosters St. Luzi und des Domkapitels. Landesherren waren bis 1338 die Vazer, dann die Werdenberger und von 1363 an die Toggenburger. Praden bildete eine Nachbarschaft der Gerichtsgemeinde Langwies mit Anteil am niederen Gericht samt freier Ammannwahl; ein eigener Vorsteher für Praden wird 1488 erwähnt. Neue Landesherren waren ab 1437 die Montforter, nach 1471 die Matscher und ab 1479 Österreich.
Kirchlich gehörte Praden zu St. Georg in Castiel, später zur 1405 bezeugten Kapelle St. Jakob und Christoph in Tschiertschen. Die Reformation wurde um 1530 eingeführt, die Kirche 1629 bis 1642 erstellt. Der Auskauf der Herrschaftsrechte erfolgte 1652, der bischöflichen Lehensrechte 1657. Die Bewohner züchteten Vieh, betrieben etwas Ackerbau und exportierten Obst, vor allem Kirschen. 1851, als die heutigen Kreise geschaffen wurden, wurde Praden von Langwies dem Kreis Churwalden zugeteilt. Die Fahrstrasse Chur–Praden–Tschiertschen wurde 1887 bis 1894 angelegt. Dank gezielter Ansiedlungspolitik verdoppelte sich die Einwohnerzahl Pradens zwischen 1980 und 2000.
Per 1. Januar 2009 fusionierte Praden mit der damaligen Nachbargemeinde Tschiertschen zur neuen Gemeinde Tschiertschen-Praden.

## Wappen

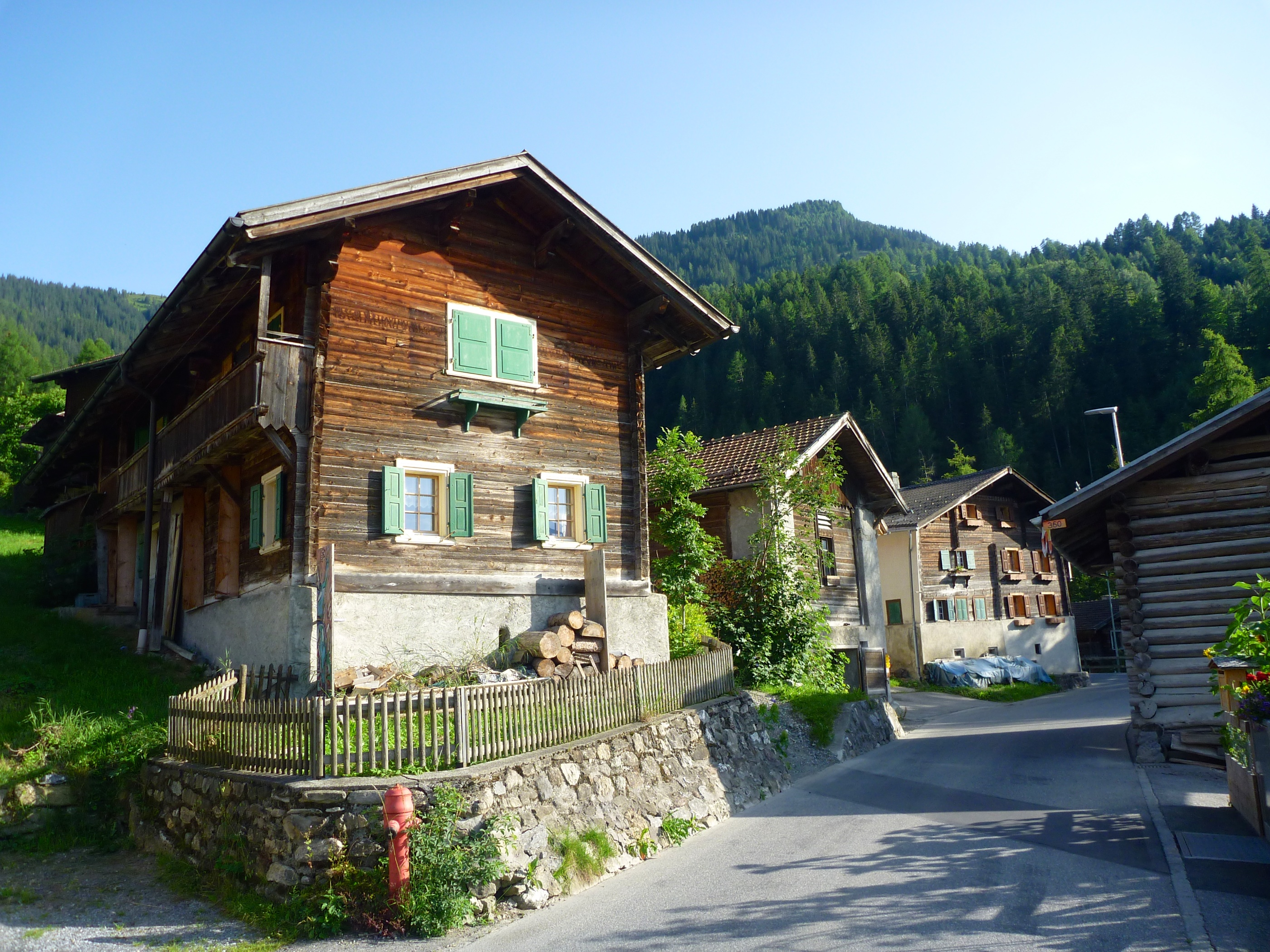
Inner Praden, Häuserzeile an der Tschiertscherstrasse

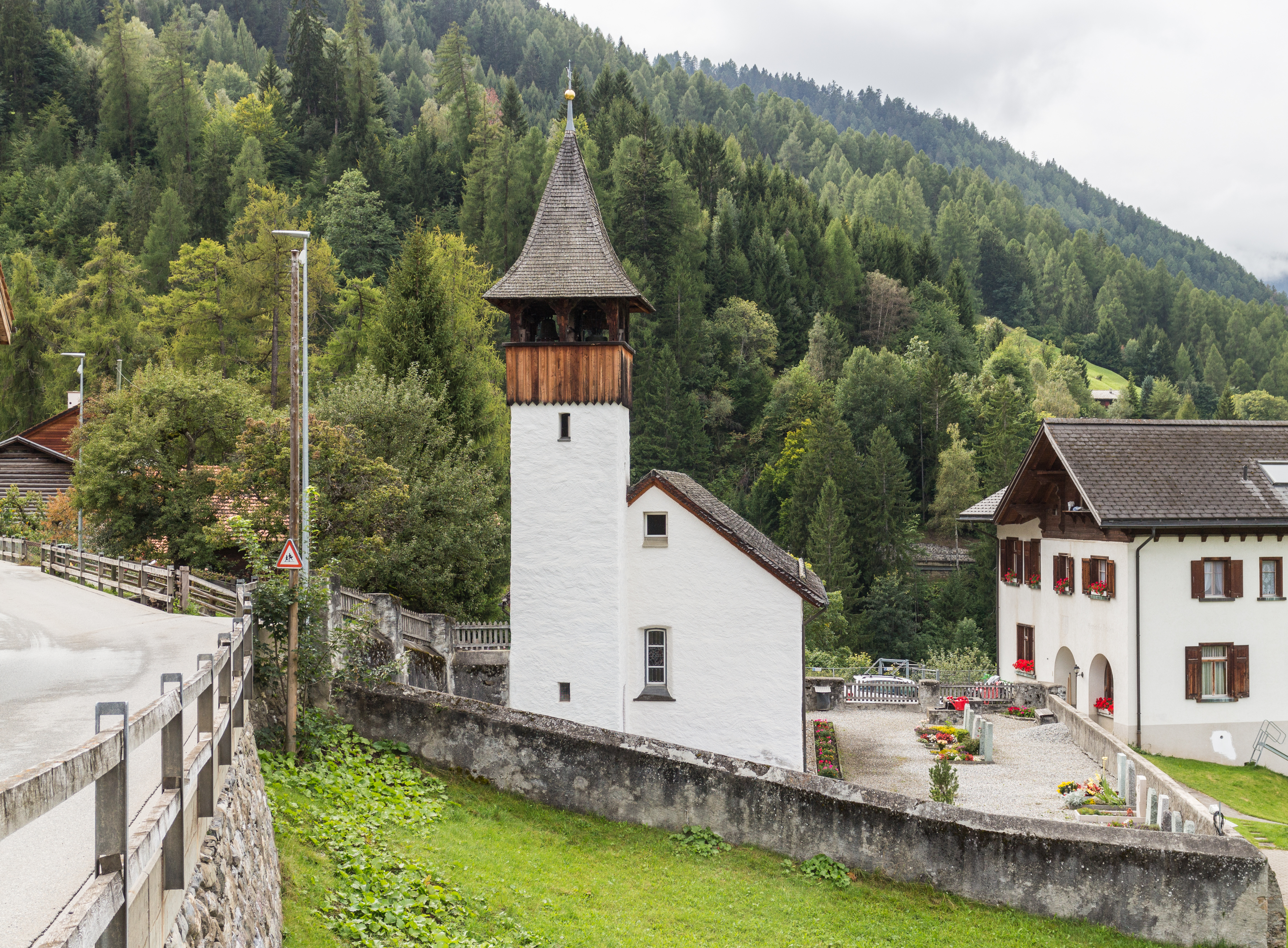
Reformierte Kirche in Praden

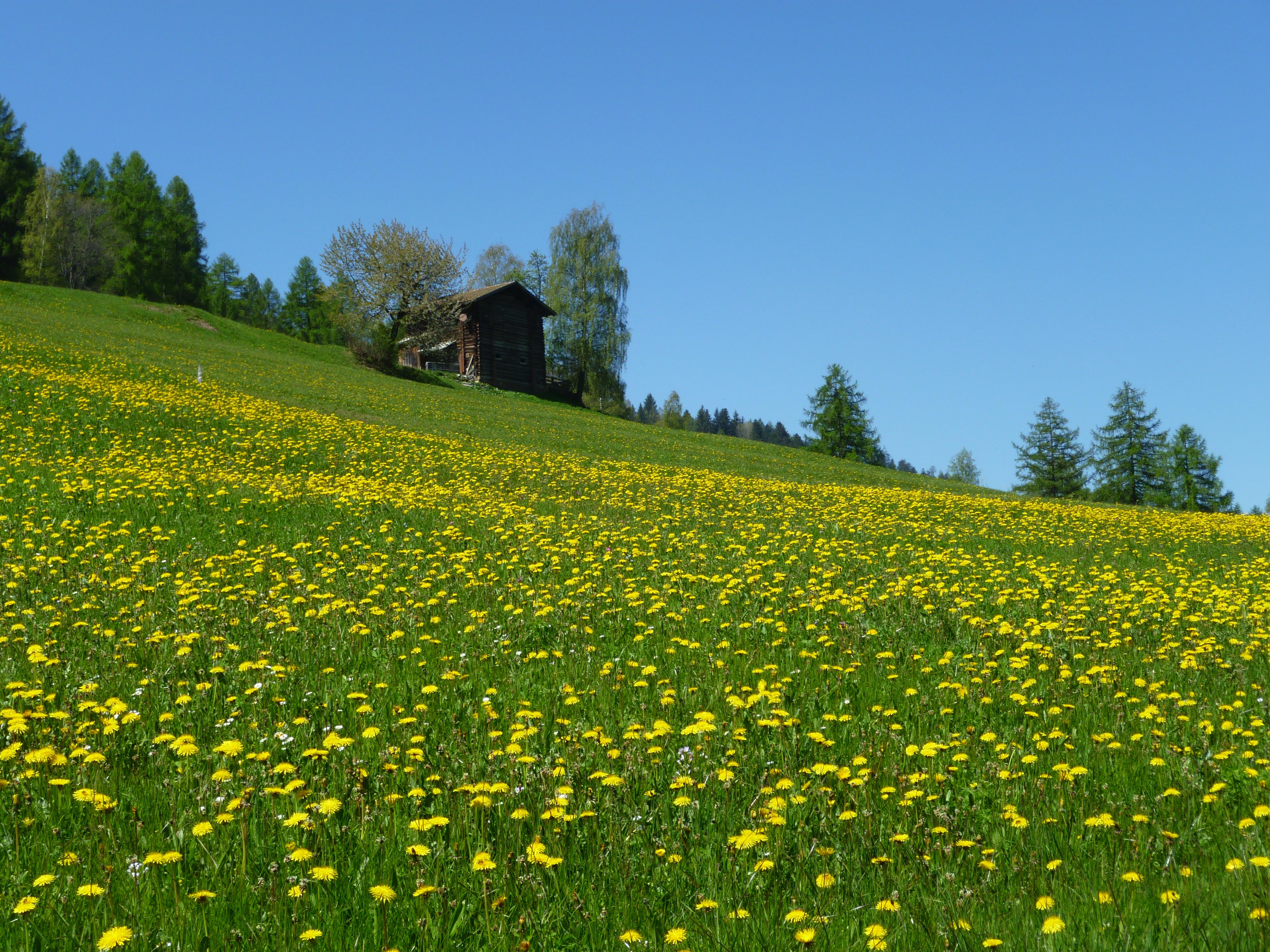
Stall oberhalb des Dorfes

| Wappen von Praden | Blasonierung: «Gespalten von Gold und Blau, in Gold pfahlgestellte blaue Keule, in Blau sechsstrahliger goldener Stern.»                                |
| Wappen von Praden | Die Keule verweist auf die frühere Zugehörigkeit zum Gericht Langwies, der Stern auf den Kreis Churwalden. Die Farben sind die des Zehngerichtenbundes. |

## Bevölkerung
| Jahr          | 1803 | 1850 | 1900 | 1950 | 1980 | 2000 | 2004 | 2007 |
| Einwohnerzahl | 150  | 144  | 131  | 98   | 51   | 101  | 113  | 106  |

Von den 113 Bewohnern waren 106 Schweizer Staatsangehörige (Stand: Ende 2004).

## Wirtschaft und Verkehr
Früher lebten die Pradner fast ausschliesslich von der Landwirtschaft, wobei die klimatischen Bedingungen neben der dominierenden Viehzucht auch Acker- und Obstbau erlaubten. Nachdem die Einwohnerzahl seit über hundert Jahren rückläufig war, konnte das Dorf in den 1980er Jahren den Trend umkehren. Seither hat es sich zu einer beliebten Wohngemeinde im Einzugsbereich der Kantonshauptstadt entwickelt. Am touristischen Aufschwung der Umgebung (Arosa Lenzerheide, Tschiertschen) hat Praden kaum Anteil; der Ort selbst bietet nur 21 Arbeitsplätze (Stand 2000–01).
Durch Praden verläuft die Tschiertscherstrasse. Das Dorf ist durch die Postautolinie Chur–Tschiertschen ans Netz des öffentlichen Verkehrs angeschlossen.

## Sehenswürdigkeiten
Unter Denkmalschutz steht die reformierte Dorfkirche.

## Persönlichkeiten
Aus Praden stammte der Architekt Meinrad Lorenz, der viele Bahnbauten der Rhätischen Bahn prägte, die vor dem Ersten Weltkrieg gebaut wurden. Ebenfalls in Praden aufgewachsen ist Oliver Fuchs, der ehemalige Unterhaltungschef beim Zweiten Deutschen Fernsehen (ZDF).